# Christian Rosenkreuz
Niektóre z zamieszczonych tu informacji wymagają weryfikacji.
 Po wyeliminowaniu niedoskonałości należy usunąć szablon {{Dopracować}} z tego artykułu.
Christian Rosenkreutz (Chrystian Różokrzyż, Christian Różokrzyż) – postać-symbol utworzona przez renesansowego różokrzyżowca Johanna Valentina Andreae (1586–1654).
Od początku XVII wieku po dziś dzień jest inspiracją dla adeptów nauk hermetycznych, wiedzy ezoterycznej i okultystycznej. Odnosi się bezpośrednio do zasobów filozofii chrześcijaństwa bazującego na podwalinach gnostycznych. Jest alegorycznym przykładem adepta sztuki alchemicznej, który – według nauki klasycznych różokrzyżowców – poprzez proces przemiany uwalnia światło duszy z niewoli ziemskiej istoty.

## Legenda
Miał żyć w latach 1378–1484. Zgodnie z legendą, Christian Rosenkreutz odkrył i studiował Tajemną Wiedzę u arabskich mędrców, gdy pielgrzymował na Wschodzie, prawdopodobnie w XV wieku. Po powrocie założył „Bractwo Różanego Krzyża” i stanął na jego czele jako Głowa Zakonu. Pod jego kierownictwem wybudowana została „Świątynia”, zwana „Domem Ducha Świętego”. Ciało jego – idealnie zachowane – zostało odkryte przez „Brata Zakonu” 120 lat po jego śmierci. Wg legendy, na sarkofagu krypty Christiana Rosenkreutza było wyryte motto: „JESUS MIHI OMNIA, NEQUAQUAM VACUUM, LIBERTAS EVANGELII, DEI INTACTA GLORIA, LEGIS JUGUM”. Krypta ta była ponoć zlokalizowana głęboko we wnętrzu Ziemi, co może nawiązywać do alchemicznegoo motta VITRIOL: „Visita Interiora Terrae Rectificando Invenies Occultum Lapidem” („Odwiedź Głębię Ziemi; Przez Oczyszczenie Znajdziesz Tam Ukryty Kamień”).